# مرقد السيد إدريس

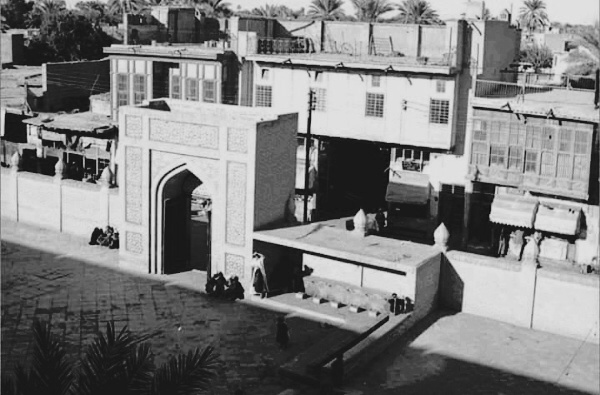
مرقد السيد إدريس عام 1963

مرقد السيد إدريس وهو من مراقد بغداد المشهورة عند طائفة الشيعة الإمامية في منطقة الكرادة الشرقية، ويقال انه كان لمرقد السيد ادريس بن موسى الثاني قبر صغير وبسيط ليس له قبة وغير مسور بسياج، وكان محاطا بالبساتين والمزارع وبجواره مقبرة صغيرة، وموقعه بالقرب من مستشفى الكلية العسكرية سابقا، ولقد عمر المبنى الشيخ مصطفى البغدادي وجدد بناء قبره وبنى لهُ قبة زرقاء اللون، أما السياج الخارجي فقد قام بتشييدهِ السيد أحمد جفال البكري أو البجري، في شهر أيلول من عام 1963م.

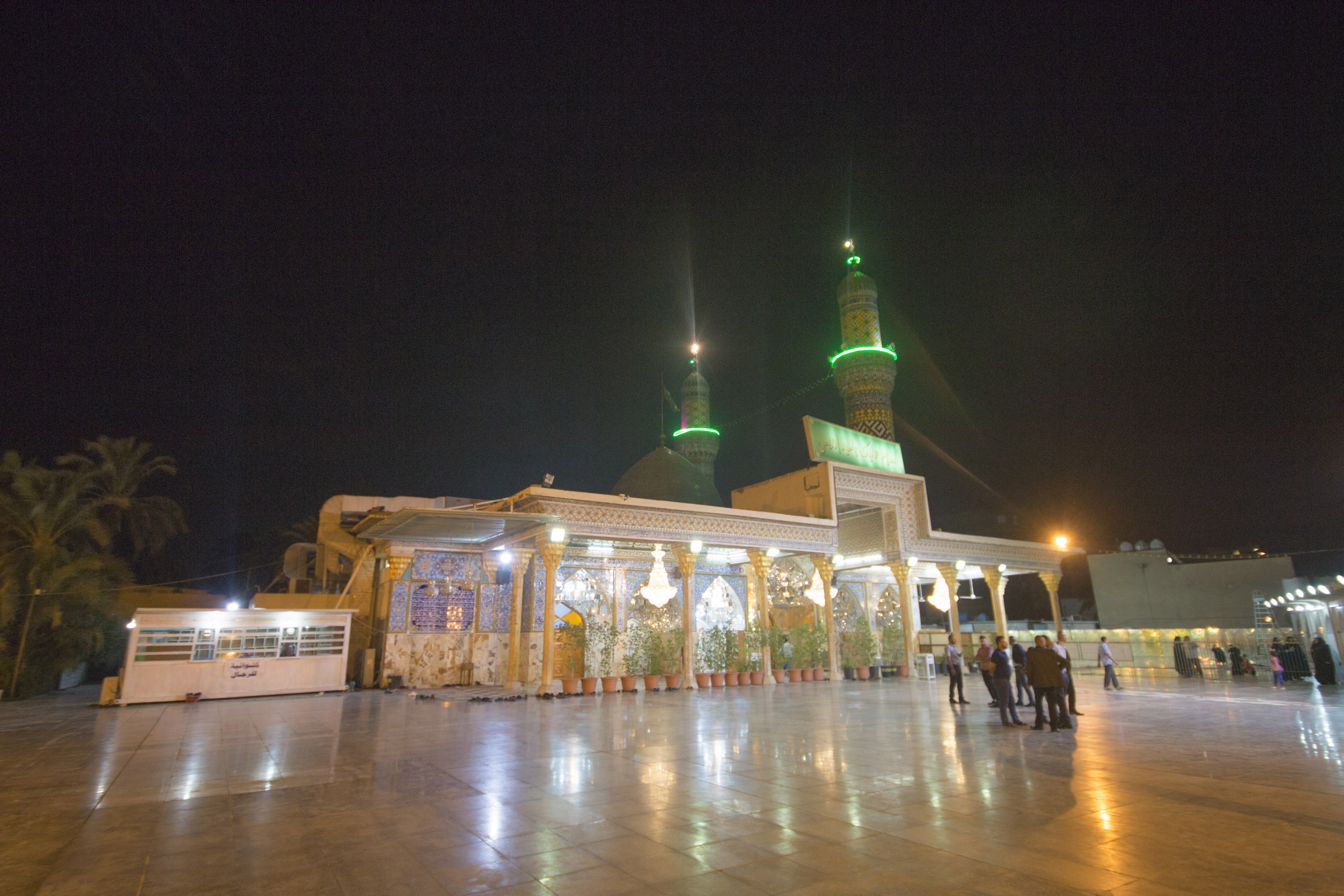
مرقد السيد إدريس عام 2018

ولقد ورد ذكر المرقد في موقع جريدة الجريدة على شبكة الإنترنت حيث يقول: (ورد في ص16 قول الكاتب: تأكد لنا أن سدانة ضريح السيد ادريس لا تعود في تاريخ وجودها إلى أبعد من القرن الحادي عشر حيث كانت هذه السدانة بأيدي عائلة تعرف ببيت ملا هادي ثم آلت إلى بيت عيسى الكيم. إن سدانة بيت الملا هادي ومن بعده بيت عيسى الكيم كانت في فترة متأخرة جداً، أي انها تمت بعد الربع الأول من القرن الرابع عشر الهجري وليس الحادي عشر، ويتذكر كاتب هذه السطور سدانة (عيسى الكيم) وفي أوائل عقد الخمسينات من القرن العشرين عندما كان طفلا يصطحب والدته العلوية هاشمية عيسى السيد خلف الموسوي عند زيارة هذا المرقد).
وحسب أغلب المصادر التاريخية فان المرقد شيد في الربع الأول من القرن العشرين، وكان قبراً بسيطاً في مقبرة صغيرة في منطقة الكرادة الشرقية. ولقد رمم بناؤه الآن بشكل حديث وفق بنيان عمراني فاخر وصار مزاراً للزوار وفيهِ الكثير من المرافق الخدمية.

## اسمه ونسبه
السيّد إدريس بن موسى الثاني بن عبد الله بن موسى الجون بن عبد الله المحض بن الحسن المجتبى بن علي بن ابي طالب

## ولادته
ولد في القرن الثالث الهجري، من أُمّ مغربية.

## نشأته
كان السيّد إدريس مع أبيه موسى الثاني عندما حمله جنود المعتزّ العباسي من المدينة المنورة، فلمّا وصلوا بناحية في البصرة هرع أُناس كثير من العرب من بني فزارة لتخليص موسى الثاني وابنه من جنود المعتزّ، فدارت معركة استشهد فيها والده ودفن في البصرة مع أربعة من اتباعه.
وانقذت بنو فزارة ابنه السيّد إدريس من جنود المعتزّ، وفي عام 250 هـ، ثار السيّد أحمد بن عيسى بن الحسين بن علي زين العابدين بن الحسين في الري على الحاكم العباسي، فخرج السيّد إدريس معه، وقاتل جنود المعتزّ العباسي، فطردوا الحاكم في الري، ثمّ سيطروا على مدينة قزوين.

## وفاته
توفّي السيّد إدريس عام 300 هـ، ودفن بمنطقة الكرّادة في بغداد، وقبره معروف يزار.